# Lügenpresse
Lügenpresse, på dansk "løgnepresse" er et negativt ladet slang om nyhedsmedierne,  der benyttes for at forsøge at miskreditere dem. Lügenpresse benyttes hovedsageligt af den politiske yderste højrefløj i Tyskland, parallelt  med det langt nyere udtryk "fake news", der blev udbredt i særligt den engelsk talende verden under Donald Trumps præsidentembede i USA. Lügenpresse som slang opstod helt tilbage i 1800-tallet.

## Historisk brug
I starten af 1800-tallet begyndte brugen af udtrykket sporadisk, i midten af århundredet vandt det indpas i politiske debatter. Dengang blev det benyttet imellem mange grupperinger og debatemner, samt i polemiske forløb. Udtrykket vandt større brug under Martsrevolutionen i 1848, hvor særligt katolske grupperinger benyttede det imod den liberale presse, der dengang var en venstreorienteret politisk orientering overfor den konservative i datidens politiske spektrum.
 Der er for få eller ingen kildehenvisninger i denne artikel, hvilket er et problem. Du kan hjælpe ved at angive troværdige kilder til de påstande, som fremføres i artiklen.